# Колесніченко Юрій Олексійович
Юрій Олексійович Колесніченко (нар. 6 січня 1953, м. Харків) — український фізик, доктор фіз.- мат. наук, професор, завідувач відділу Фізико-технічного інституту низьких температур імені Б. І. Вєркіна НАН України (2002-2021), з 2021 головний науковий співробітник ФТІНТ, лауреат Державної премії України в галузі науки і техніки.

## Біографія
Ю. О. Колесніченко народився 6 січня 1953 р. в м. Харків у родині юристів. Син О. Н. Колесниченка . У 1970 р. закінчив середню школу № 4 з золотою медаллю і поступив до фізичного факультету Харківського державного університету імені О. М. Горького. У 1975 р. отримав диплом «з відзнакою» на кафедрі теоретичної фізики. Після закінчення університету був направлений на роботу до Фізико-технічного інституту низьких температур. З 2002 до 2021 — завідувач відділу транспортних властивостей провідних та надпровідних систем ФТІНТ ім. Б. І. Вєркина НАН України. З 2021 - головний науковий співробітник відділу мікроконтактної спектроскопії ФТІНТ У 1980 році захистив дисертацію «Фокусування електронів провідності та дослідження поверхні провідника» на здобуття наукового ступеня кандидата фіз. — мат. наук. У 1991 р. Ю. О. Колесніченку було присуджено науковий ступінь доктора фізико-математичних наук (тема дисертації: «Низькотемпературні кінетичні ефекти у неоднорідних металевих системах»). У 2004 р. здобув вчене звання професора. Він автор і співавтор більше ніж 100 статей, що входять до бази Scopus, співавтор двох монографій, двох оглядів та 4 винаходів. Має Індекс Гірша h=15. Під його керівництвом було захищено сім кандидатських дисертацій та дві PhD дисертації (за кордоном). Заступник головного редактора міжнародного журналу «Фізика низьких температур». Голова секції «Електронні властивості твердих тіл» Наукової ради «Фізика низьких температур і кріогенна техніка», член секцій «Теорія металічного стану», «Транспортні явища в металічних матеріалах» і  «Фізика металічного стану» Наукових рад при Відділенні фізики та астрономії  НАН України. Голова Наукової ради ФТІНТ ім. Б. І. Вєркіна НАН України з проблеми «Електронні властивості провідних та надпровідних систем».

## Наукова діяльність
Наукові дослідження Ю. О. Колесніченка стосуються теорії транспортних явищ у провідних та надпровідних системах при низьких температурах, зокрема, у низьковимірних системах, точкових та тунельних контактах, шаруватих та багатошарових провідниках. Він отримав наукові результати щодо теорії фокусування електронів в металах зовнішнім магнітним полем, теорії провідних властивостей багатошарових плівок, ефекту Джозефсона у контактах між незвичайними надпровідниками, теорії сканувальної  тунельної мікроскопії. Обґрунтував можливість визначення характеристик розсіювання електронів поверхнею провідника за допомогою метода електронного фокусування. Розвинув теорію кінетичних явищ у багатошарових плівках. Дослідив ефект Джозефсона у точкових контактах між незвичайними (триплетними) надпровідниками з f — симетрією параметра порядку. Зі співавторами запропонував метод визначення  положення дефектів під поверхнею металу методом сканувальної  тунельної мікроскопії.

## Вибрані публікації
1. Цой В. С., Колесниченко Ю. А. Исследование междолинных процессов и структуры поверхности методом поперечной фокусировки электронов.  // ЖЭТФ, 78, 2041 (1980)
2. Колесниченко Ю. А. Фокусировка электронов в металлах (обзор) // ФНТ, 18, 1059 (1992)
3. Kirichenko O.V., Kolesnichenko Yu.A., Peschansky V.G. Electron Phenomena in Layered Conductors // Harwood Academic Publishers, UK, Physics Reviews (Ed. I. M. Khalatnikov), 18, Part 4, 100 p. (1998)
4. Namiranian A., Kolesnichenko Yu.A., Omelyanchouk A.N. Effect of quantum interference in nonlinear conductance of metallic microconstrictions. Physical Review B, 61,16796 (2000)
5. Kolesnychenko O.Yu., Kolesnichenko Yu.A., Shklyarevskii O.I., H. van Kempen. Field-emission resonance with mechanically controlled break junction. Physica B 291, 246  (2000)
6. Dekhtyaruk L.V., Kolesnichenko Yu.A., Peschansky V.G. Kinetic Phenomena in Metallic Multilayers // Cambridge Scientific Publisher, UK, Physics Reviews (Ed. I.M.Khalatnikov), 20, Part 4, 100 p. (2004)
7. Rashedi G., Kolesnichenko Yu.A. Transport of charge and spin in the weak link between misoriented PrOs4Sb12 Superconductors. Supercond. Sci. Technol. 18, 482 (2005)
8. Avotina Ye.S., Kolesnichenko Yu.A., Omelyanchouk A.N., Otte A.F., van Ruitenbeek J.M. Method to determine defect positions below a metal surface by STM // Phys. Rev. B, 71 115430 (2005)
9. Rashedi G., Kolesnichenko Yu.A. Spin polarized transport in the weak link between f-wave superconductors. «Physica. Sect.C.» 451, 31 (2006)
10. Avotina Ye.S., Kolesnichenko Yu.A., Otte A.F., van Ruitenbeek J.M. Signature of Fermi surface anisotropy in point contact conductance in the presence of defects // Phys. Rev. B., 74, 085411 (2006)
11. Avotina Ye.S., Kolesnichenko Yu.A., van Ruitenbeek J.M. Magneto-orientation and quantum size effects in spin-polarized STM conductance in the presence of a subsurface magnetic cluster // Phys. Rev. B, 80, 115333 (2009)
12. Avotina Ye.S., Kolesnichenko Yu.A., van Ruitenbeek J.M. Theory of oscillations in the STM conductance resulting from subsurface defects (Review Article) //ФНТ, 36, 1066 (2010)
13. Ritter U., Scharff P., Grechnev G.E., Desnenko V.A., Fedorchenko A.V., Panfilov A.S., Prylutskyy Yu.I., Kolesnichenko Yu.A. Structure and magnetic properties of multi-walled carbon nanotubes modified with cobalt // Carbon, 49, 4443 (2011)
14. Khotkevych N.V., Kolesnichenko Yu.A., and van Ruitenbeek J.M. Fermi surface contours obtained from scanning tunneling microscope images around surface point defects // New Journal of Physics 15 123013 (2013)
15. Kozlov I.V. and Kolesnichenko Yu.A. Magnetic field driven topological transitions in the noncentrosymmetric energy spectrum of the two-dimensional electron gas with Rashba-Dresselhaus spin-orbit interaction. Phys. Rev. B 99, 085129 (2019)

## Нагороди
Лауреат Державної премії України в галузі науки і техніки (2015) за цикл робіт (з співавторами) «Функціональні властивості об'ємних і поверхневих впорядкованих систем та створення нових металовмісних матеріалів і структур». У 2018 р. нагороджений відзнакою НАН України «ЗА ПРОФЕСІЙНІ ЗДОБУТКИ». У 2020 р. отримав стипендію Харківської облдержадміністрації для видатних науковців в галузі науки і техніки імені [Архівовано 8 жовтня 2020 у Wayback Machine.] К. Д. Синельникова. Нагороджений Почесними грамотами Президії Національної Академії наук України (2011, 2013).